# Komuna e Sevasterit
Komuna e Sevasterit är en kommun i Albanien.   Den ligger i prefekturen Qarku i Vlorës, i den södra delen av landet, 100 km söder om huvudstaden Tirana.
Trakten runt Komuna e Sevasterit består till största delen av jordbruksmark.  Runt Komuna e Sevasterit är det ganska tätbefolkat, med 80 invånare per kvadratkilometer.